# Iqos
Iqos ([ˈaɪkoʊs], Eigenschreibweise IQOS) ist eine Reihe von Erhitzungsgeräten, die für die Verwendung mit Tabak und tabakfreien nikotinhaltigen Produkten entwickelt wurden. Diese Geräte werden von Philip Morris International (PMI) hergestellt. 
Iqos wurde erstmals im November 2014 als Tabakerhitzer in Japan und Italien eingeführt. Ende 2023 machten rauchfreie Produkte fast 40 % des gesamten Nettoumsatzes und Bruttogewinns von PMI aus, wobei IQOS Marlboro beim Nettoumsatz überholte.
Die Weltgesundheitsorganisation (WHO) gibt an, dass es derzeit keine Beweise dafür gibt, dass erhitzte Tabakprodukte wie Iqos weniger schädlich sind als andere Tabakprodukte. Eine kürzlich durchgeführte systematische Übersichtsarbeit kam zu demselben Schluss. Die European Respiratory Society gibt an, dass erhitzte Tabakprodukte süchtig machen und beim Menschen Krebs verursachen.

## Geschichte

### Erste Schritte

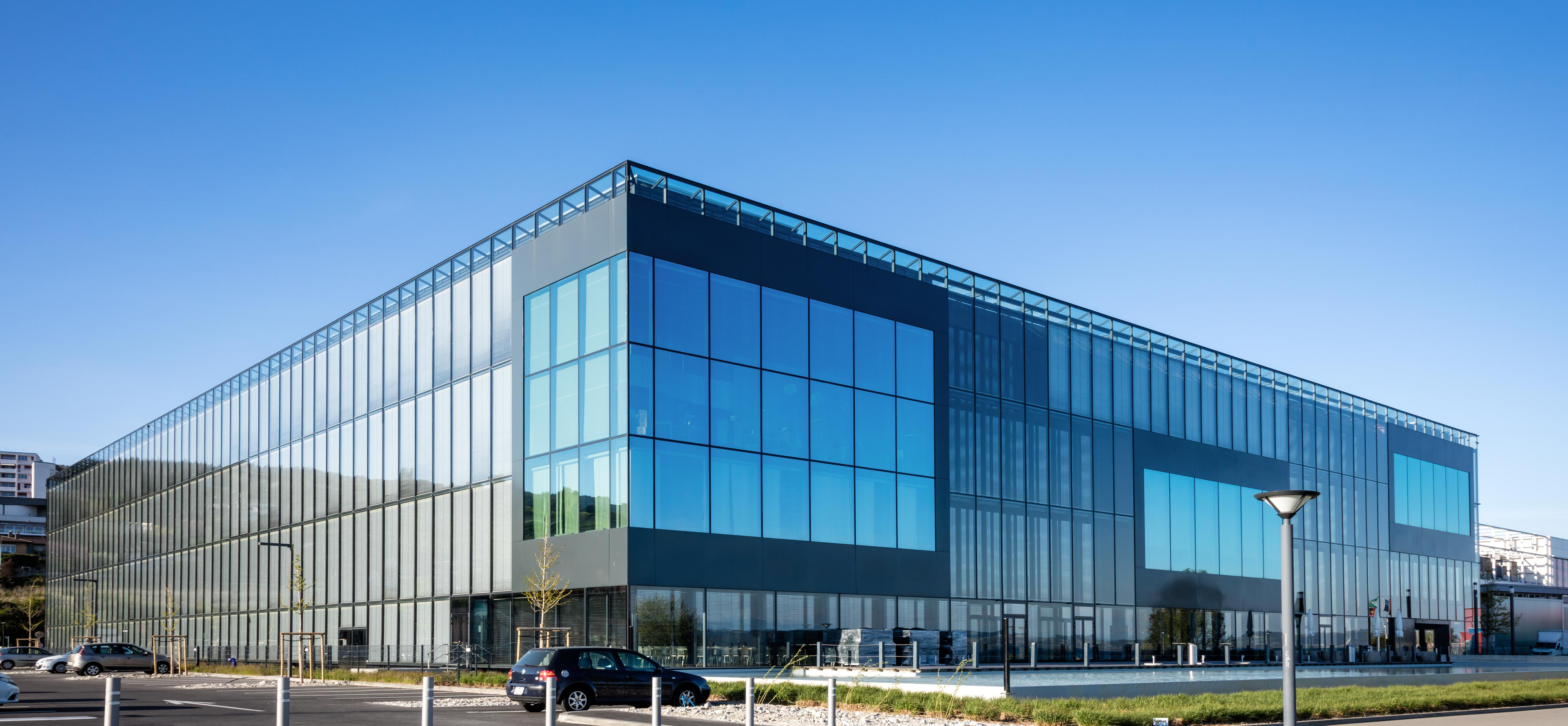
The Cube in Neuchâtel (Schweiz) – die wichtigste Forschungs- und Entwicklungseinrichtung von Philip Morris International

Die ersten Schritte von Philip Morris mit erhitztem Tabak erfolgten 1990, als der Konzern seinen ersten Prototypen eines Gerätes vorstellte, das Tabak nur erhitzt und nicht verbrennt (Projekt Beta). Das Unternehmen brachte schließlich zwei Geräte auf den Markt, die eine Zigarette erhitzen und gleichzeitig die Verbrennung des Tabaks begrenzen sollten: „Accord“ wurde von 1998 bis 2006 in den Vereinigten Staaten verkauft (in Japan wurde das Gerät unter der Bezeichnung „Oasis“ vertrieben). 2006 folgte die „Heatbar“. Das Gerät wurde in Australien und in der Schweiz verkauft, bevor es wieder vom Markt genommen wurde.
Ein Jahr nach der 2008 erfolgten Abspaltung aus der Altria-Gruppe weihte Philip Morris International das sogenannte „Cube“ ein, ein über 200 Millionen Dollar teures Forschungszentrum in Neuenburg (Schweiz). Zwischen 2011 und 2014 versuchte PMI mit verschiedenen strategischen Maßnahmen (Kauf von Patenten, Übernahmen, Partnerschaften) in den Markt für rauchfreie Produkte einzusteigen. 2011 erwarb PMI eine rauchfreie Technologie von Wissenschaftlern der Duke-Universität. 2013 gab PMI eine Vereinbarung mit der Altria Group bekannt, Altrias Technologie zum elektrischen Verdampfen außerhalb der USA zu vertreiben. Altria erhielt im Gegenzug die Exklusivrechte für den Verkauf zukünftiger, von PMI entwickelter, alternativer erhitzter Tabakerzeugnisse in den USA. Altrias „MarkTen“ wurde zu „Solaris“ umbenannt und zwei Jahre später in Spanien und Israel eingeführt. 2014 erwarb PMI Nicocigs Ltd, das damals größte britische E-Zigaretten-Unternehmen mit Marken wie „Nicolites“ und „Vivid“. Im Zeitraum von 2008 bis Ende 2023 hatte das Unternehmen zu diesem Zweck 12,5 Milliarden Dollar für Forschung und Entwicklung ausgegeben.

### Verkaufsstart Iqos
Im Januar 2014 kündigte Philip Morris International an, 500 Millionen Euro für den Bau einer Fabrik für erhitzte Tabakerzeugnisse in der Nähe von Bologna (Italien) zu investieren. Im November 2014 wurde die erste Version von Iqos vorgestellt, zuerst in Nagoya (Japan), dann in Mailand (Italien). Anschließend folgte die schrittweise Einführung in anderen Ländern.
Iqos ist seit 2016 ein wichtiges Produkt von Philip Morris geworden und die Marke wurde auf verschiedene Geräte unterschiedlicher Technologien ausgeweitet. So führte PMI 2016 „Iqos Mesh“ in Großbritannien als Vaping-Produkt ein, welches damals das einzige Iqos-Produkt war, das nicht auf erhitztem Tabak basiert. Die nächste Generation von Iqos („Iqos 3“ und „Iqos 3 Multi“) wurde im Oktober 2018 in Tokio und dann in weiteren Märkten weltweit eingeführt
Im Januar 2020 verkündeten PMI und die südkoreanische KT&G eine Partnerschaft für den internationalen Vertrieb von „Lil“ (ein Hybridprodukt aus E-Zigarette und Tabakerhitzer) als Teil des Iqos-Portfolios. Im folgenden Sommer benennt PMI „Iqos Mesh“ zu „Iqos Veev“ um und bringt es in Neuseeland auf den Markt, bevor der Vertrieb schrittweise auf weitere Länder ausgeweitet wurde. „Iqos Iluma“, ein neues System mit Induktionserhitzung, wurde im August 2021 in Japan eingeführt.
2017 erwirtschaftete PMI mit dem Segment rauchfreie Alternativen einen Umsatz in Höhe von 3,6 Milliarden US-Dollar (13 % des Gesamtumsatzes), verglichen mit 64 Millionen US-Dollar im Jahr 2015. Anfang 2018 lag der Anteil von Produkten der Marke Iqos am japanischen Tabakmarkt bei 15 %. 2020 wurden 5,5 % des weltweiten Tabakumsatzes mit Iqos erzielt, obwohl die Marke in nur 52 Ländern erhältlich war. Ein Jahr später lag diese Zahl jedoch bereits bei fast 70 Ländern. Laut PMI-Finanzberichten machen die Verkäufe von rauchfreien Produkten im ersten Quartal 2022 über 30 % des Umsatzes aus.

### FDA-Zulassung in den Vereinigten Staaten
Am 2016 reichte der Hersteller bei der US-amerikanischen Food and Drug Administration (FDA) umfassenden Antrag auf Zulassung des Tabakerhitzungsprodukts Iqos als Tabakprodukt mit modifiziertem Risiko (MRTP) ein. Der wissenschaftliche Beratungsausschuss der FDA stellte fest, dass IQOS zwar den Kontakt des Körpers mit gefährlichen oder potentiell gefährlichen Chemikalien reduziere; die ebenfalls von Philipp Morris vorgebrachte Behauptung, dies würde zu einer Verringerung des Risikos Tabak-bezogener Krankheiten führen, lehnte der Fachausschuss jedoch ab, da die Studien dies nicht unterstützen würden. Diese Entscheidung ermöglichte den Verkaufstart des Produkts in den USA im Jahr 2019.
Am 7. Juli 2020 erteilte die FDA Philip Morris die Erlaubnis, Werbeaussagen über die „reduzierte Exposition“ zu machen, da das Iqos-Tabakerhitzungssystem die Voraussetzungen für die Einstufung als „Tabakerzeugnis mit modifiziertem Risiko“ erfüllt. Es war damit erst die zweite Produktreihe mit solch einer Einstufung nach General Snus von Swedish Match. Die FDA erklärte ausdrücklich, dass das Produkt nicht als „sicher oder von der FDA zugelassen“ zu betrachten sei, und mit der Erlaubnis zur Nutzung von Werbeaussagen über eine reduzierte Exposition keine Erlaubnis zu Aussagen über ein modifiziertes Risiko verbunden seien.

## Design

### Technologie

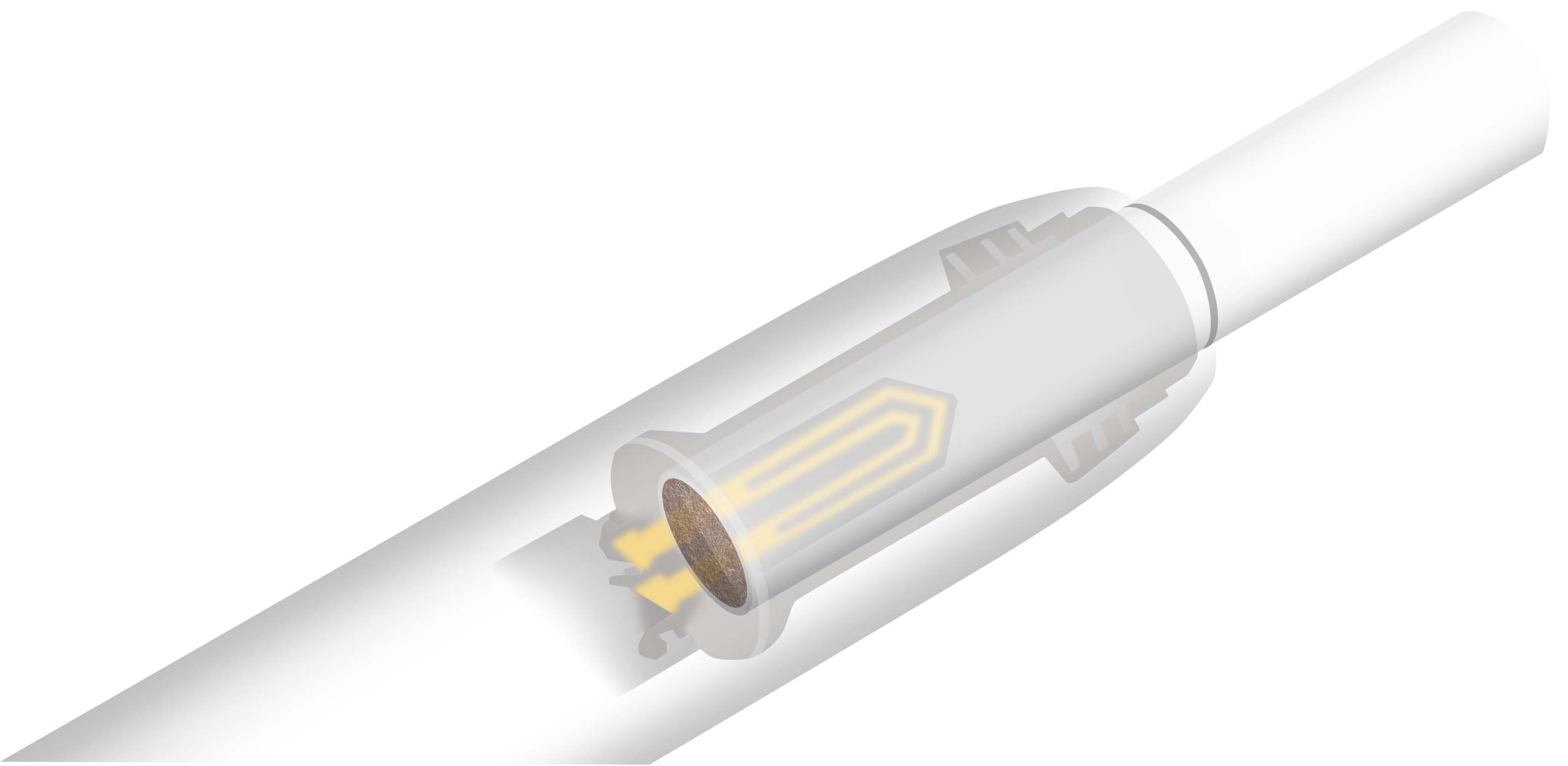
Das Heets/HeatStick-System erhitzt den Tabak über ein Heizblatt.

Iqos-Geräte erhitzten den Tabak lediglich, verbrennen ihn aber nicht. Die Geräte bestehen meist aus einem Ladegerät und einem stiftähnlichen Halter. Ein Einweg-Stick mit verarbeitetem Tabak wird in den Holder eingeführt, wo er dann über ein Heizblatt erhitzt wird. Der Nutzer schaltet den Erhitzer per Knopfdruck ein und inhaliert dann aus dem Tabakstick. „Iqos Iluma“, eine neuere Variante, erhitzt die Tabaksticks (der Marke Terea) per Induktion.
Zwischen 2009 und 2017 wurden von Philip Morris International mehr als 1900 Patente zu Iqos angemeldet. Laut Fortune hat das Unternehmen dazu beigetragen, dass „elektronische Rauchgeräte“ 2020 die am zweitschnellsten wachsende Kategorie auf dem Gebiet neuer Technologien darstellten.

### Herstellung
Iqos-Tabaksticks werden in mehreren Ländern, hauptsächlich in Europa, hergestellt. Ein Werk befindet sich in Neuenburg (Schweiz), unweit des Forschungs- und Entwicklungszentrums von PMI. Die größte Fabrik für Iqos-Tabaksticks befindet sich in Crespellano (Italien). Philip Morris investierte 1 Milliarde Euro in den Bau dieser Fertigungsanlage. Die erste Investition über 500 Millionen Euro wurde 2014 bekannt gegeben, die zweite 2017. 2017 investierte PMI 300 Millionen Euro, um eine Zigarettenfabrik in Aspropyrgos (Griechenland) auf die Produktion von Iqos-Tabaksticks umzurüsten. Gleiches geschah in Otopeni (Rumänien), wo für 490 Millionen Euro eine Zigarettenfabrik zu einer Produktionsstätte für rauchfreie Erzeugnisse umgebaut wurde. 2017 wurde eine weitere, 320 Millionen Euro teure Heets-Produktionsanlage in Dresden angekündigt. Diese Investition wurde aber nicht weiter verfolgt. Die asiatische Produktionsstätte von Philip Morris in Yangsan (Südkorea) wurde zwischen 2017 und 2019 für 420 Millionen Dollar errichtet.

### Modelle

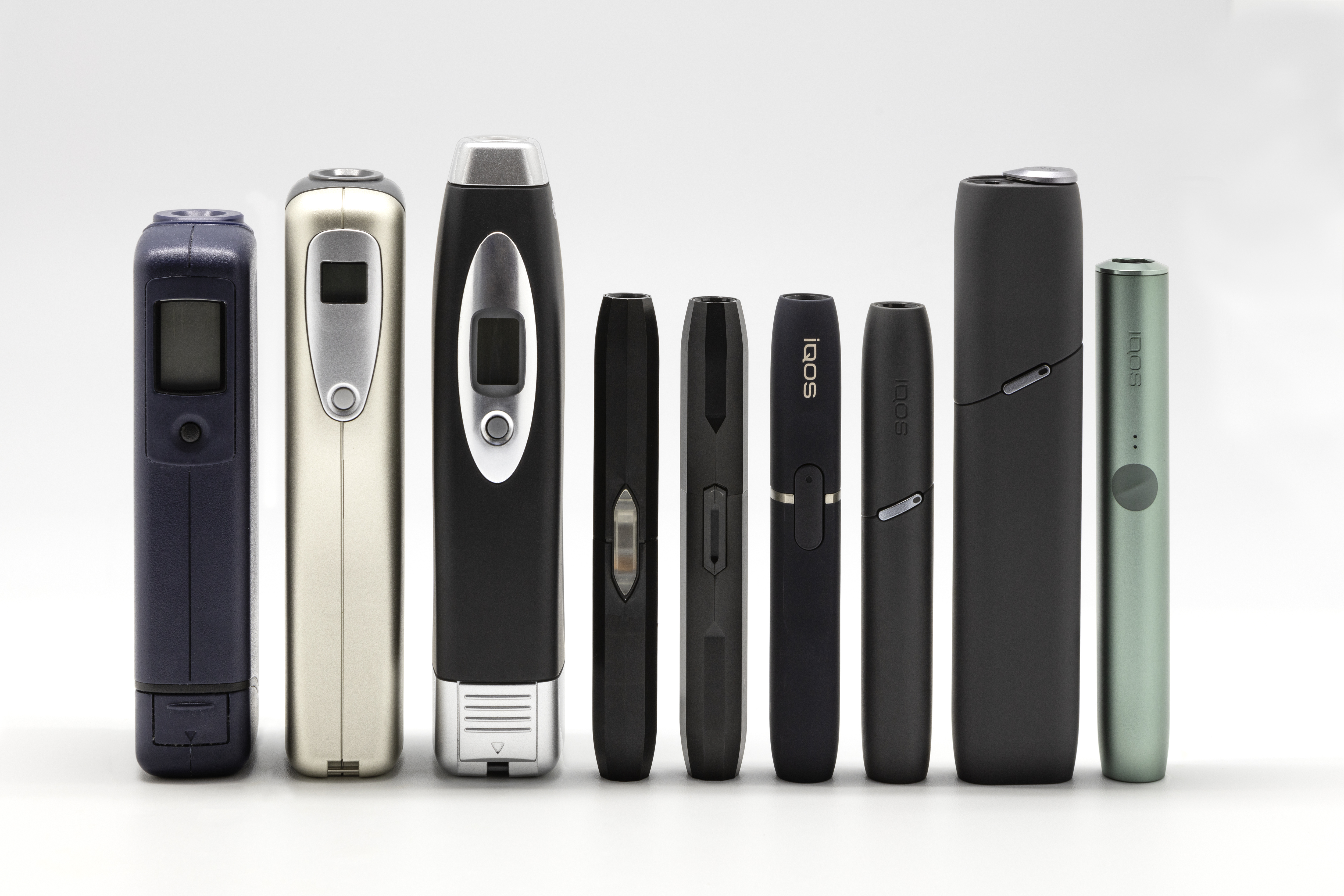
IQOS Tabakhitzer von Accord (links, 1998) bis IQOS Iluma (rechts, 2021)

#### Tabakerhitzer
| Name                       | Verkaufsstart | Tabaktyp                      | Erhitzung               | Anzahl der Züge | Akkukapazität                                          |
| -------------------------- | ------------- | ----------------------------- | ----------------------- | --------------- | ------------------------------------------------------ |
| Accord (USA) Oasis (Japon) | 1998          | Speziell gestaltete Zigarette | Extern (8 Heizstäbe)    | 8               | 1 Anwendung                                            |
| Accord (USA) Oasis (Japon) | 2002          | Speziell gestaltete Zigarette | Extern (8 Heizstäbe)    | 8               | 1 Anwendung                                            |
| Heatbar                    | 2006          | Speziell gestaltete Zigarette | Extern (8 Heizstäbe)    | 8               | 1 Anwendung                                            |
| Iqos 2.2                   | 2014          | Zerkleinerte Tabakfolie       | Intern (5-mm-Heizblatt) | 14              | 15 Anwendungen / 1 Anwendung pro Halterladung          |
| Iqos 2.4                   | 2016          | Gekräuselter Tabak            | Intern (5-mm-Heizblatt) | 14              | 20 Anwendungen / 1 Anwendung pro Halterladung          |
| Iqos 2.4 Plus              | 2018          | Gekräuselter Tabak            | Intern (5-mm-Heizblatt) | 14              | 15 Anwendungen / 1 Anwendung pro Halterladung          |
| Iqos 3                     | 2018          | Gekräuselter Tabak            | Intern (5-mm-Heizblatt) | 14              | 15 Anwendungen / 2 Anwendung pro Halterladung          |
| Iqos 3 Multi               | 2018          | Gekräuselter Tabak            | Intern (5-mm-Heizblatt) | 14              | 10 Anwendungen (integriertes einteiliges Gerät)        |
| Iqos 3 Duo                 | 2019          | Gekräuselter Tabak            | Intern (5-mm-Heizblatt) | 14              | 2 Anwendungen                                          |
| Iluma                      | 2021          | Gekräuselter Tabak            | Intern (Induktion)      | 14              | 20 Anwendungen / 2 Anwendung pro Halterladung          |
| Iluma One                  | 2021          | Gekräuselter Tabak            | Intern (Induktion)      | 14              | 20 Anwendungen (integriertes einteiliges Gerät)        |
| Iluma Prime                | 2021          | Gekräuselter Tabak            | Intern (Induktion)      | 14              | 20 Anwendungen / 2 Anwendung pro Halterladung          |
| Originals One              | 2022          | Gekräuselter Tabak            | Intern (5-mm-Heizblatt) | 14              | 20 Anwendungen (integriertes einteiliges Gerät)        |
| Originals Duo              | 2022          | Gekräuselter Tabak            | Intern (5-mm-Heizblatt) | 14              | 2 Anwendungen                                          |
| Iluma i                    | 2024          | Gekräuselter Tabak            | Intern (Induktion)      | 14              | 20 Anwendungen / bis zu 3 Anwendungen pro Halterladung |
| Iluma i One                | 2024          | Gekräuselter Tabak            | Intern (Induktion)      | 14              | 20 Anwendungen (integriertes einteiliges Gerät)        |

#### Unter Lizenz verkaufte Produkte
Der koreanische Hersteller KT&G und PMI unterzeichneten im Januar 2020 eine globale Kooperationsvereinbarung, um die KT&G-Marke „Lil“ außerhalb Koreas unter dem Dach von Iqos zu vermarkten.
| Name          | Verkaufsstart | Tabaktyp                    | Erhitzung                                              | Anzahl der Züge | Akkukapazität  |
| ------------- | ------------- | --------------------------- | ------------------------------------------------------ | --------------- | -------------- |
| Lil Solid 1.0 | 2020          | Zerkleinerte Tabakfolie     | Stift innen                                            | 10              | 20 Anwendungen |
| Lil Solid 2.0 | 2021          | Zerkleinerte Tabakfolie     | Stift innen                                            | 10              | 25 Anwendungen |
| Lil Hybrid    | 2021          | Tabakstick und E-Liquid-Pod | Externe Heizung und Docht mit Spule für Liquid-Patrone | 12              | 20 Anwendungen |

Nach Angaben des Public Health Law Centers in Saint Paul (Minnesota) seien gebrauchte HeatSticks abfalltechnisch ähnlich einzustufen wie herkömmliche Zigarettenstummel. Weiter wird in der Stellungnahme festgestellt: „Neue Produkte wie E-Zigaretten oder Tabakerhitzer wie Iqos erhöhen das Gesamtaufkommen an Elektroschrott. Es ist höchstwahrscheinlich unmöglich, eine E-Zigarette ohne Batterie, giftige Flüssigkeit, Metalle und Kunststoffe herzustellen, die in kleinen Geräten vereint sind, die nicht recycelt oder verantwortungsvoll entsorgt werden können.“

## Marketing
2021 waren Iqos-Geräte in rund 70 Ländern erhältlich. Von diesen Ländern haben die Vereinigten Staaten, Kanada, Belarus, Moldawien, Georgien, Israel, Schweden, Südkorea und Portugal beschlossen, den Verkauf von erhitztem Tabak/Iqos gesondert zu regulieren. In Kanada und Israel ist die Verpackung von Iqos-Geräten vollständig mit einem Warnhinweis versehen. In den Vereinigten Staaten hat die FDA Philip Morris die Genehmigung erteilt, auf die „verringerte Exposition“ hinzuweisen, der zufolge der vollständige Umstieg von Zigaretten auf Iqos den Kontakt mit schädlichen Chemikalien verringert. Zugleich wurde Philip Morris nicht gestattet, anzugeben, dass der Umstieg von Zigaretten auf Iqos das Erkrankungsrisiko verringert.

### Direktmarketing
Der Name „Iqos“ wurde zwar von ersten Anwendern teilweise als Akronym für „I Quit Ordinary Smoking“ („Ich höre mit dem normalen Rauchen auf“) aufgelöst. Philip Morris hat diesen Spruch jedoch nie in Zusammenhang mit Iqos oder dessen Vermarktung verwendet und diese Interpretation wiederholt zurückgewiesen.
Philip Morris wird regelmäßig vorgeworfen, die Gesetze zum Verbot der Tabakwerbung unter dem Vorwand zu umgehen, dass Iqos ein technisches Gerät sei und kein Tabakerzeugnis. Kanada aktualisierte seine Tabakgesetze, um Tabakerhitzer eindeutig in die Liste der regulierten Tabakerzeugnisse aufzunehmen, was PMI dazu zwang, seine Verpackung für Iqos für den kanadischen Markt umzugestalten. In Frankreich wurde berichtet, dass Philip Morris auf privaten Partys für seine Geräte geworben habe, indem die Verkäufer Interessierten Kunden zum Teil alkoholische Getränke angeboten haben sollen.
Gegen Philip Morris kamen Vorwürfe auf, unregulierte oder illegale Marketingstrategien zu verwenden: In einem Bericht aus dem Jahr 2018 steht beispielsweise, dass „vor allem in Iqos-Boutiquen aggressiv geworben werde. Unter anderem werde Kunden angeboten, ihre Zigarettenschachtel oder ein Feuerzeug gegen ein Iqos-Gerät einzutauschen, es würden Produktveröffentlichungspartys, ‚Meet-and-Greet‘-Mittagessen und Veranstaltungen nach Ladenschluss stattfinden“. Nach Angaben von Reuters sei „die Marketingstrategie ganz ähnlich wie die der Tabakunternehmen Mitte des 20. Jahrhunderts, als sie begannen, Zigaretten mit Hollywood und der High Society in Verbindung zu bringen“.
Philip Morris habe Berichten zufolge auch mehrere Marketingkampagnen umgesetzt, in denen Iqos direkt erwähnt und das Produkt als „rauchfreie“ und „risikoärmere“ Alternative dargestellt worden sei, um die Verbraucher zu ermutigen, mit dem Rauchen aufzuhören oder zu Iqos zu wechseln. Dieser Marketingansatz ist auf Kritik gestoßen. Eine kritische Überprüfung der von PMI bei der FDA zusammen mit dem Antrag eingereichten Berichte kam zu dem Schluss, dass „die Verbraucher möglicherweise missverstünden, was mit ‚vollständigem Umstieg‘ gemeint sei [und] die nicht belegten Behauptungen über ein geringeres Risiko wahrscheinlich falsch verstehen würden.“ Bei der Gewährung der Expositionsanordnung erkannte die FDA jedoch an, dass erwachsene Verbraucher die zugelassenen Botschaften richtig verstehen.

### Jugendorientiertes Marketing
2019 berichtete Reuters, dass Philip Morris in mehreren Ländern Social-Media-Influencer als „Markenbotschafter“ einsetze, um Iqos bei einem jungen Publikum zu bewerben. PMI antwortete, dass es die Nutzung von Influencern einstellen werde. Laut Matthew Myers, Präsident der Kampagne für tabakfreie Kinder, ändere das Unternehmen „sein Verhalten nur, wenn es auf frischer Tat ertappt werde.“
Ebenfalls im Jahr 2020 stellte ein Bericht über die Iqos-Implementierungsstrategie von Philip Morris in Australien heraus, dass „Philip Morris bei der australischen Regierung nachdrücklich für die Legalisierung von erhitzten Tabakerzeugnissen geworben habe. Für den Fall, dass die vorgeschlagenen Gesetzesänderungen beschlossen würden, seien gleichzeitig Pläne für den Verkauf von Iqos in Lokalen entwickelt worden, die vor allem von jungen Erwachsenen besucht würden, beispielsweise Bars, Clubs und Kneipen.“

## Kritik und Kontroversen
Im Dezember 2017 veröffentlichte die Nachrichtenagentur Reuters Dokumente und Aussagen ehemaliger Mitarbeiter, die auf Unregelmäßigkeiten bei klinischen Studien schließen lassen, die von PMI für die Zulassung von Iqos durch die US-amerikanische FDA durchgeführt wurden. In dieser Untersuchung wurde berichtet, dass Philip Morris Lobbyarbeit betrieben habe, um die Bestimmungen des Rahmenübereinkommens der WHO zur Eindämmung des Tabakgebrauchs (FCTC) zu blockieren oder abzuschwächen.
Verschiedene unabhängige Studien zur Toxizität führten zu Ergebnissen, die keine eindeutige Bewertung des Iqos-Aerosols zulassen und teilweise im Widerspruch zu denen von PMI stehen. Der an der University of California in San Francisco lehrende Professor Stanton Glantz kam zu dem Schluss, dass sich in Bezug auf die Schädlichkeit „Iqos nicht nachweislich von herkömmlichen Zigaretten unterscheide.“ Eine 2020 durchgeführte systematische Bewertung der verfügbaren wissenschaftlichen Literatur fand nur sehr begrenzt Daten zu den Auswirkungen von Iqos auf die Gesundheit von Rauchern und empfahl weitere Studien.
Im Oktober 2018 veröffentlichte die Belgische Krebsstiftung auf der Grundlage früherer unabhängiger Studien zu diesem Thema Empfehlungen zu Iqos. Die Stiftung äußerte, dass „Iqos keine Lösung für die Raucherentwöhnung sei.“ Weiterhin wurde angebracht, dass „wenn der Tabakriese sich in diesem innovativen Markt positioniere, dann nur, um die finanziellen Verluste zu kompensieren, die sich aus dem Rückgang des Zigarettenverkaufs ergeben würden (…). Die Tabakindustrie suche daher nach Lösungen, um weiterhin Gewinne zu erzielen und abhängige Verbraucher zu binden.“
Im Juli 2020 veröffentlichte die Weltgesundheitsorganisation (WHO) „eine Erklärung zu erhitzten Tabakerzeugnissen und zur Entscheidung der amerikanischen Gesundheitsbehörde FDA zu Iqos“. Darin steht: „Die WHO weist erneut darauf hin, dass die Verringerung der Exposition gegenüber schädlichen Chemikalien in erhitzten Tabakerzeugnissen (HTP) diese nicht unschädlich macht. Genauso wenig ergibt sich daraus ein geringeres Risiko für die menschliche Gesundheit. Einige Toxine kommen in HTP-Aerosolen sogar in höheren Konzentrationen vor als in herkömmlichem Zigarettenrauch. Außerdem sind in HTP-Aerosolen zusätzliche Toxine nachweisbar, die in herkömmlichem Zigarettenrauch nicht vorkommen. Die gesundheitlichen Auswirkungen der Exposition gegenüber diesen Stoffen sind unbekannt. (…) In Anbetracht der Tatsache, dass die Gesundheit durch die Exposition gegenüber zusätzlichen Toxinen beim Konsum von HTPs beeinträchtigt werden kann, sind Behauptungen, dass HTPs die Exposition gegenüber schädlichen Chemikalien im Vergleich zu herkömmlichen Zigaretten verringern, möglicherweise irreführend.“
Nach Angaben der von der Universität Bath betriebenen TobaccoTactics-Website „gebe es nur sehr wenige Belege dafür, dass Iqos auf individueller Ebene oder auf Bevölkerungsebene ein wirksames Mittel zur Raucherentwöhnung sei.“ Nach Angaben des Niederländischen Nationalen Instituts für öffentliche Gesundheit und Umwelt sei Iqos „gesundheitsschädlich, aber wahrscheinlich weniger schädlich als das Rauchen von Tabakzigaretten“.
Im September 2021 urteilte die U.S. International Trade Commission, dass Philip Morris International und sein Geschäftspartner Altria den Verkauf und die Einfuhr des Iqos-Geräts in die Vereinigten Staaten aufgrund einer Patentklage von R.J. Reynolds einstellen müssen. Die U.S. International Trade Commission stellte fest, dass die Zigarettenalternative zwei Patente von Reynolds verletzte. Philip Morris International kündigte Pläne an, gegen die Entscheidung der Handelsbehörde Berufung einzulegen. Der Streit mit British American Tobacco (BAT) wurde im Februar 2024 beigelegt. PMI und BAT einigten sich auf eine nicht monetäre Einigung, mit der die laufenden Patentverletzungsklagen zwischen ihnen bezüglich ihrer erhitzten Tabakprodukte beigelegt werden konnten.